# Tomari Jima
Tomari Jima (japanisch 止まり島 ‚Halte-Insel‘) ist kleine Insel vor der Prinz-Harald-Küste des ostantarktischen Königin-Maud-Lands. Sie gehört zur Inselgruppe Flatvær und liegt etwa 500 m nordnordöstlich von Iwa-zima im nordöstlichen Teil der Lützow-Holm-Bucht.
Japanische Wissenschaftler benannten sie 2008 so, weil sie einen geeigneter Ankerplatz für den japanischen Eisbrecher Shirase bot.